# World Team Trophy 2021
World Team Trophy 2021 – 7. edycja zawodów drużynowych w łyżwiarstwie figurowym, które odbyły się od 15 do 18 kwietnia 2021 w hali Maruzen Intec Arena w Osace.
W zawodach bierze udział 6 reprezentacji w których skład każdej wchodzi: dwóch solistów, dwie solistki, jedna para sportowa i jedna para taneczna.

## Rekordy świata
| Rekordy świata (GOE±5) na moment rozpoczęcia zawodów (stan na 15 kwietnia 2021): | Rekordy świata (GOE±5) na moment rozpoczęcia zawodów (stan na 15 kwietnia 2021): | Rekordy świata (GOE±5) na moment rozpoczęcia zawodów (stan na 15 kwietnia 2021): | Rekordy świata (GOE±5) na moment rozpoczęcia zawodów (stan na 15 kwietnia 2021): | Rekordy świata (GOE±5) na moment rozpoczęcia zawodów (stan na 15 kwietnia 2021): | Rekordy świata (GOE±5) na moment rozpoczęcia zawodów (stan na 15 kwietnia 2021): |
| Konkurencja                                                                      | Segment                                                                          | Zawodnicy                                                                        | Punkty                                                                           | Zawody                                                                           | Data                                                                             |
| -------------------------------------------------------------------------------- | -------------------------------------------------------------------------------- | -------------------------------------------------------------------------------- | -------------------------------------------------------------------------------- | -------------------------------------------------------------------------------- | -------------------------------------------------------------------------------- |
| Soliści                                                                          | Nota łączna                                                                      | Nathan Chen                                                                      | 335,30                                                                           | Finał Grand Prix 2019                                                            | 7 grudnia 2019                                                                   |
| Soliści                                                                          | Program dowolny                                                                  | Nathan Chen                                                                      | 224,92                                                                           | Finał Grand Prix 2019                                                            | 7 grudnia 2019                                                                   |
| Soliści                                                                          | Program krótki                                                                   | Yuzuru Hanyū                                                                     | 111,82                                                                           | Mistrzostwa czterech kontynentów 2020                                            | 7 lutego 2020                                                                    |
| Solistki                                                                         | Nota łączna                                                                      | Alona Kostornoj                                                                  | 247,59                                                                           | Finał Grand Prix 2019                                                            | 7 grudnia 2019                                                                   |
| Solistki                                                                         | Program dowolny                                                                  | Aleksandra Trusowa                                                               | 166,62                                                                           | Skate Canada International 2019                                                  | 26 października 2019                                                             |
| Solistki                                                                         | Program krótki                                                                   | Alona Kostornoj                                                                  | 85,45                                                                            | Finał Grand Prix 2019                                                            | 6 grudnia 2019                                                                   |
| Pary sportowe                                                                    | Nota łączna                                                                      | Sui Wenjing / Han Cong                                                           | 234,84                                                                           | Mistrzostwa świata 2019                                                          | 21 marca 2019                                                                    |
| Pary sportowe                                                                    | Program dowolny                                                                  | Sui Wenjing / Han Cong                                                           | 155,60                                                                           | Mistrzostwa świata 2019                                                          | 21 marca 2019                                                                    |
| Pary sportowe                                                                    | Program krótki                                                                   | Aleksandra Bojkowa / Dmitrij Kozłowskij                                          | 82,34                                                                            | Mistrzostwa Europy 2020                                                          | 22 stycznia 2020                                                                 |
| Pary taneczne                                                                    | Nota łączna                                                                      | Gabriella Papadakis / Guillaume Cizeron                                          | 226,61                                                                           | NHK Trophy 2019                                                                  | 23 listopada 2019                                                                |
| Pary taneczne                                                                    | Taniec dowolny                                                                   | Gabriella Papadakis / Guillaume Cizeron                                          | 136,58                                                                           | NHK Trophy 2019                                                                  | 23 listopada 2019                                                                |
| Pary taneczne                                                                    | Taniec rytmiczny                                                                 | Gabriella Papadakis / Guillaume Cizeron                                          | 90,03                                                                            | NHK Trophy 2019                                                                  | 22 listopada 2019                                                                |

## Terminarz
| Data        | Godzina                           | Konkurencja     | Segment          |
| ----------- | --------------------------------- | --------------- | ---------------- |
| 15 kwietnia | 15:15 UTC+09:00 / 08:15 UTC+02:00 | Pary taneczne   | Taniec rytmiczny |
| 15 kwietnia | 16:35 UTC+09:00 / 09:35 UTC+02:00 | Solistki        | Program krótki   |
| 15 kwietnia | 18:40 UTC+09:00 / 11:40 UTC+02:00 | Soliści         | Program krótki   |
| 16 kwietnia | 16:00 UTC+09:00 / 09:00 UTC+02:00 | Pary sportowe   | Program krótki   |
| 16 kwietnia | 17:25 UTC+09:00 / 10:25 UTC+02:00 | Pary taneczne   | Taniec dowolny   |
| 16 kwietnia | 19:00 UTC+09:00 / 12:00 UTC+02:00 | Soliści         | Program dowolny  |
| 17 kwietnia | 15:15 UTC+09:00 / 08:15 UTC+02:00 | Pary sportowe   | Program dowolny  |
| 17 kwietnia | 16:50 UTC+09:00 / 09:50 UTC+02:00 | Solistki        | Program dowolny  |
| 18 kwietnia | 14:00 UTC+09:00 / 07:00 UTC+02:00 | Pokazy mistrzów | Pokazy mistrzów  |

## Medaliści
| Złoto | Srebro | Brąz |
| Rosja Michaił Kolada · Jewgienij Siemienienko · Anna Szczerbakowa · Jelizawieta Tuktamyszewa · Anastasija Miszyna / Aleksandr Gallamow · Wiktorija Sinicyna / Nikita Kacałapow | Stany Zjednoczone Nathan Chen · Jason Brown · Bradie Tennell · Karen Chen · Alexa Knierim / Brandon Frazier · Kaitlin Hawayek / Jean-Luc Baker | Japonia Yuzuru Hanyū · Shōma Uno · Rika Kihira · Kaori Sakamoto · Riku Miura / Ryuichi Kihara · Misato Komatsubara / Tim Koleto |

## Składy reprezentacji
| Reprezentacja                             | Soliści                               | Solistki                                   | Pary sportowe                           | Pary taneczne                         |
| ----------------------------------------- | ------------------------------------- | ------------------------------------------ | --------------------------------------- | ------------------------------------- |
| Kanada · Kapitan: Nam Nguyen              | Nam Nguyen Roman Sadovsky             | Gabrielle Daleman Alison Schumacher        | Lori-Ann Matte / Thierry Ferland        | Carolane Soucisse / Shane Firus       |
| Francja · Kapitan: Kévin Aymoz            | Kévin Aymoz Adam Siao Him Fa          | Maïa Mazzara Léa Serna                     | Cléo Hamon / Denys Strekalin            | Adelina Galyavieva / Louis Thauron    |
| Włochy · Kapitan: Matteo Guarise          | Daniel Grassl Matteo Rizzo            | Lara Naki Gutmann Ginevra Lavinia Negrello | Nicole Della Monica / Matteo Guarise    | Charlène Guignard / Marco Fabbri      |
| Japonia · Kapitan: Ryuichi Kihara         | Yuzuru Hanyū Shōma Uno                | Rika Kihira Kaori Sakamoto                 | Riku Miura / Ryuichi Kihara             | Misato Komatsubara / Tim Koleto       |
| Rosja · Kapitan: Jelizawieta Tuktamyszewa | Michaił Kolada Jewgienij Siemienienko | Anna Szczerbakowa Jelizawieta Tuktamyszewa | Anastasija Miszyna / Aleksandr Gallamow | Wiktorija Sinicyna / Nikita Kacałapow |
| Stany Zjednoczone · Kapitan: Jason Brown  | Jason Brown Nathan Chen               | Karen Chen Bradie Tennell                  | Alexa Knierim / Brandon Frazier         | Kaitlin Hawayek / Jean-Luc Baker      |

### Zmiany na listach startowych
Pierwotnie wśród sześciu zaproszonych na zawody reprezentacji były Chiny, ale Chiński Związek Łyżwiarski odrzucił zaproszenie, które ostatecznie przejęła Francja. Z kolei reprezentacja Kanady na World Team Trophy została powołana przez Skate Canada z wyłączeniem łyżwiarzy, którzy brali udział w mistrzostwach świata 2021 w Sztokholmie. Było to spowodowane odbyciem obowiązkowej, dwutygodniowej kwarantanny po powrocie ze Szwecji do Kanady i brakiem możliwości odpowiedniego przygotowania.
13 kwietnia 2021 roku, na kilka dni przed rozpoczęciem zawodów Międzynarodowa Unia Łyżwiarska (ISU) ogłosiła, że z zawodów musiał wycofać się włoski solista Matteo Rizzo, który nie przybył do Osaki wraz ze swoją drużyną. Reprezentacja Włoch musiała rywalizować w konkurencji solistów mając tylko jednego reprezentanta, gdyż do Japonii nie mógł przybyć w zastępstwie inny solista, Gabriele Frangipani. Rizzo potwierdził, że musiał zrezygnować z udziału ze względu na pozytywny wynik testu na COVID-19.
| Data             | Konkurencja | Wycofali się | Zakwalifikowano | Powód    | Źr.    |
| ---------------- | ----------- | ------------ | --------------- | -------- | ------ |
| 13 kwietnia 2021 | Soliści     | Matteo Rizzo | N/A             | COVID-19 | [ 20 ] |

## Wyniki

### Soliści
| Poz. | Zawodnik               | Reprezentacja     | Nota łączna | SP  | SP     | Pts. | FS  | FS     | Pts. |
| ---- | ---------------------- | ----------------- | ----------- | --- | ------ | ---- | --- | ------ | ---- |
| 1    | Nathan Chen            | Stany Zjednoczone | 312,89      | 1   | 109,65 | 12   | 1   | 203,24 | 12   |
| 2    | Yuzuru Hanyū           | Japonia           | 300,88      | 2   | 107,12 | 11   | 2   | 193,76 | 11   |
| 3    | Michaił Kolada         | Rosja             | 274,14      | 5   | 93,42  | 8    | 3   | 180,72 | 10   |
| 4    | Kévin Aymoz            | Francja           | 263,82      | 4   | 94,69  | 9    | 4   | 169,13 | 9    |
| 5    | Jewgienij Siemienienko | Rosja             | 255,19      | 7   | 88,86  | 6    | 5   | 166,33 | 8    |
| 6    | Jason Brown            | Stany Zjednoczone | 255,19      | 3   | 94,86  | 10   | 8   | 160,33 | 5    |
| 7    | Shōma Uno              | Japonia           | 242,42      | 9   | 77,46  | 4    | 6   | 164,96 | 7    |
| 8    | Adam Siao Him Fa       | Francja           | 230,92      | 8   | 78,28  | 5    | 9   | 152,64 | 4    |
| 9    | Daniel Grassl          | Włochy            | 228,88      | 10  | 67,32  | 3    | 7   | 161,56 | 6    |
| 10   | Roman Sadovsky         | Kanada            | 224,41      | 6   | 89,61  | 7    | 10  | 134,80 | 3    |
| 11   | Nam Nguyen             | Kanada            | 199,93      | 11  | 66,89  | 2    | 11  | 133,04 | 2    |
| WD   | Matteo Rizzo           | Włochy            | DNS         | DNS | DNS    | DNS  | DNS | DNS    | DNS  |

### Solistki
| Poz. | Zawodniczka              | Reprezentacja     | Nota łączna | SP | SP    | Pts. | FS | FS     | Pts. |
| ---- | ------------------------ | ----------------- | ----------- | -- | ----- | ---- | -- | ------ | ---- |
| 1    | Anna Szczerbakowa        | Rosja             | 241,58      | 1  | 81,07 | 12   | 1  | 160,58 | 12   |
| 2    | Kaori Sakamoto           | Japonia           | 228,07      | 3  | 77,78 | 10   | 2  | 150,29 | 11   |
| 3    | Jelizawieta Tuktamyszewa | Rosja             | 226,58      | 2  | 80,35 | 11   | 3  | 146,23 | 10   |
| 4    | Rika Kihira              | Japonia           | 202,13      | 4  | 69,74 | 9    | 5  | 132,39 | 8    |
| 5    | Bradie Tennell           | Stany Zjednoczone | 200,59      | 5  | 67,40 | 8    | 4  | 133,19 | 9    |
| 6    | Karen Chen               | Stany Zjednoczone | 189,72      | 6  | 62,48 | 7    | 6  | 127,24 | 7    |
| 7    | Lara Naki Gutmann        | Włochy            | 179,59      | 7  | 60,45 | 6    | 7  | 119,14 | 6    |
| 8    | Alison Schumacher        | Kanada            | 171,17      | 9  | 59,19 | 4    | 8  | 111,98 | 5    |
| 9    | Ginevra Lavinia Negrello | Włochy            | 170,20      | 8  | 59,55 | 5    | 9  | 110,65 | 4    |
| 10   | Gabrielle Daleman        | Kanada            | 164,52      | 10 | 57,22 | 3    | 10 | 107,30 | 3    |
| 11   | Maïa Mazzara             | Francja           | 155,42      | 11 | 55,31 | 2    | 11 | 100,11 | 2    |
| 12   | Léa Serna                | Francja           | 152,91      | 12 | 55,28 | 1    | 12 | 97,63  | 1    |

### Pary sportowe
| Poz. | Zawodnicy                               | Reprezentacja     | Nota łączna | SP | SP    | Pts. | FS | FS     | Pts. |
| ---- | --------------------------------------- | ----------------- | ----------- | -- | ----- | ---- | -- | ------ | ---- |
| 1    | Anastasija Miszyna / Aleksandr Gallamow | Rosja             | 225,36      | 1  | 73,77 | 12   | 1  | 151,59 | 12   |
| 2    | Alexa Knierim / Brandon Frazier         | Stany Zjednoczone | 199,31      | 4  | 65,68 | 9    | 2  | 133,63 | 11   |
| 3    | Riku Miura / Ryuichi Kihara             | Japonia           | 196,65      | 3  | 65,82 | 10   | 3  | 130,83 | 10   |
| 4    | Nicole Della Monica / Matteo Guarise    | Włochy            | 194,33      | 2  | 66,09 | 11   | 4  | 128,24 | 9    |
| 5    | Cléo Hamon / Denys Strekalin            | Francja           | 166,18      | 5  | 61,37 | 8    | 5  | 104,81 | 8    |
| 6    | Lori-Ann Matte / Thierry Ferland        | Kanada            | 156,74      | 6  | 54,91 | 7    | 6  | 101,83 | 7    |

### Pary taneczne
| Poz. | Zawodnicy                             | Reprezentacja     | Nota łączna | RD | RD    | Pts. | FD | FD     | Pts. |
| ---- | ------------------------------------- | ----------------- | ----------- | -- | ----- | ---- | -- | ------ | ---- |
| 1    | Wiktorija Sinicyna / Nikita Kacałapow | Rosja             | 216,81      | 1  | 86,66 | 12   | 1  | 130,15 | 12   |
| 2    | Charlène Guignard / Marco Fabbri      | Włochy            | 207,68      | 2  | 82,93 | 11   | 2  | 124,75 | 11   |
| 3    | Kaitlin Hawayek / Jean-Luc Baker      | Stany Zjednoczone | 186,95      | 3  | 76,79 | 10   | 3  | 110,16 | 10   |
| 4    | Adelina Galyavieva / Louis Thauron    | Francja           | 176,92      | 4  | 70,34 | 9    | 4  | 106,58 | 9    |
| 5    | Misato Komatsubara / Tim Koleto       | Japonia           | 167,24      | 5  | 66,42 | 8    | 5  | 100,82 | 8    |
| 6    | Carolane Soucisse / Shane Firus       | Kanada            | 162,92      | 6  | 65,06 | 7    | 6  | 97,86  | 7    |

### Klasyfikacja końcowa
| Poz. | Reprezentacja     | Soliści | Soliści | Solistki | Solistki | Pary sportowe | Pary sportowe | Pary taneczne | Pary taneczne | Pts. |
| Poz. | Reprezentacja     | SP      | FS      | SP       | FS       | SP            | FS            | RD            | FD            | Pts. |
| ---- | ----------------- | ------- | ------- | -------- | -------- | ------------- | ------------- | ------------- | ------------- | ---- |
| 1    | Rosja             | 14      | 18      | 23       | 22       | 12            | 12            | 12            | 12            | 125  |
| 2    | Stany Zjednoczone | 22      | 17      | 15       | 16       | 9             | 11            | 10            | 10            | 110  |
| 3    | Japonia           | 15      | 18      | 19       | 19       | 10            | 10            | 8             | 8             | 107  |
| 4    | Włochy            | 3       | 6       | 11       | 10       | 11            | 9             | 11            | 11            | 72   |
| 5    | Francja           | 14      | 13      | 3        | 3        | 8             | 8             | 9             | 9             | 67   |
| 6    | Kanada            | 9       | 5       | 7        | 8        | 7             | 7             | 7             | 7             | 57   |